# Gran Buda de Ling Shan

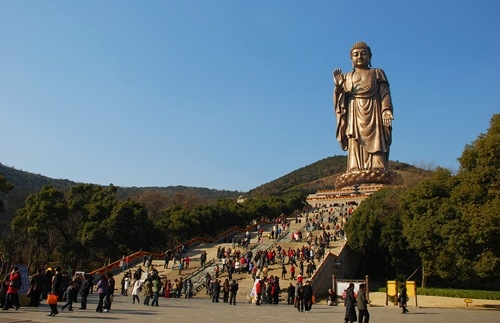
Buda gigante y los 217 escalones, Wuxi

Situado cerca de la ciudad de Wuxi, provincia de Jiangsu, República Popular de China, el Gran Buda (en chino tradicional, 靈山大佛; en chino simplificado, 灵山大佛; pinyin, Língshān Dà Fó) es una de las estatuas de Buda más grandes de China y la novena estatua más grande del mundo.
Con más de 88 metros de altura y 700 toneladas de peso, el Gran Buda de Ling Shan representa la figura de Buda de pie. La construcción del Gran Buda fue concluida a finales de 1996.
En 2008 se construyó el palacio de los "cinco sellos" y el palacio de Buda, situados al sur este de la gran estatua de Buda.

## Galería

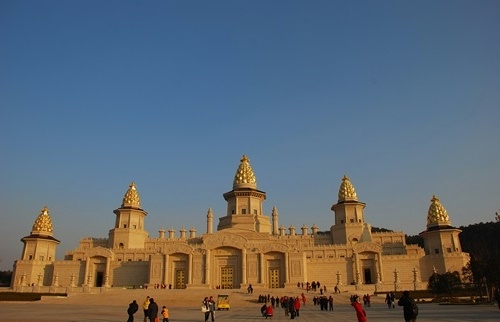
Palacio de Buda en Ling Shan
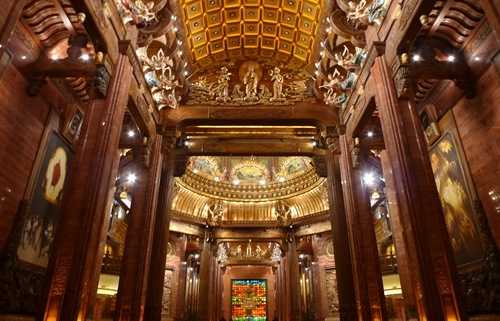
Interior del Palacio de Buda de Ling Shan
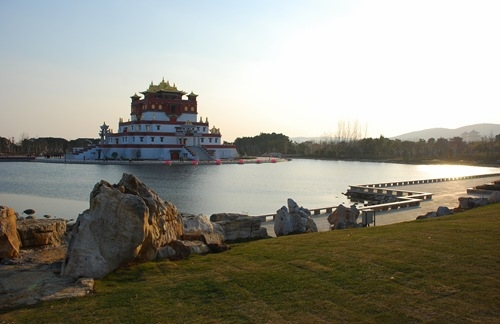
Palacio de los cinco sellos de Ling Shan
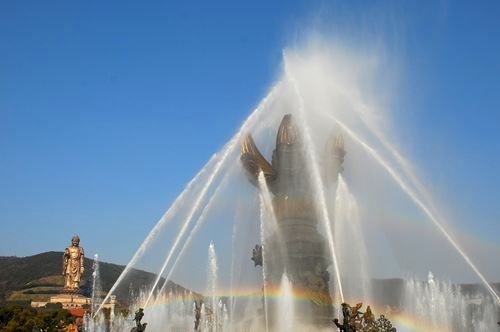
Ling Shan durante el nacimiento de Buda
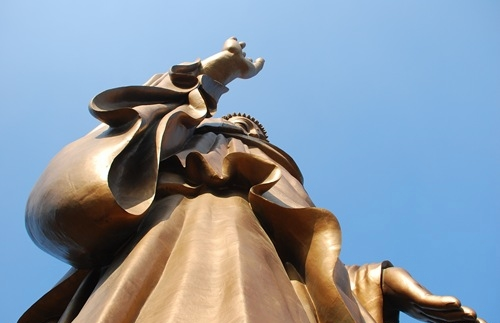
E Gran Buda de Ling Shan
Mano del Buda de Ling Shan (réplica)